# 朱庭祜
朱庭祜（1895年—1984年），男，松江府川沙抚民厅人，中国地质学家、地质教育家，曾任浙江省地质局总工程师。